# 小葉軸孔珊瑚
小葉軸孔珊瑚（学名：Acropora microphthalma）为軸孔珊瑚科軸孔珊瑚屬下的一个种。